# القوقاز الصغرى
القوقاز الصغرى تعتبر منطقة القوقاز الصغرى ثاني سلسلتين جبليتين رئيسيتين لجبال القوقاز، يبلغ طولها حوالي 600 كيلومتر (370 ميل).

## نبذة
الجزء الغربي من القوقاز الصغرى يتداخل ويتلاقى مع شرق تركيا. يمتد بالتوازي مع منطقة القوقاز الكبرى، على مسافة يبلغ متوسطها حوالي 100 كيلومتر (62 ميل) جنوبًا من سلسلة جبال ليخي (جورجيا) ويحد شرق تركيا من الشمال والشمال الشرقي، وهي متصلة بمنطقة القوقاز الكبرى عن طريق سلسلة جبال ليخي (جورجيا) ويفصلها عنها منخفض كولكيدا (جورجيا) في الغرب وأرض كورا أراس المنخفضة (أذربيجان) (عن طريق نهر كورا) في الشرق، أعلى قمة هي أراغاتس 4،090 م (13،420 قدم). تمر الحدود بين جورجيا وتركيا وأرمينيا وأذربيجان وإيران.